# Wiśniew
Wiśniew è un comune rurale polacco del distretto di Siedlce, nel voivodato della Masovia.
Ricopre una superficie di 125,87 km² e nel 2004 contava 5 907 abitanti.